# زمان باقی‌مانده
در نظریه فرایندهای تجدید، بخشی از نظریه احتمال ، زمان باقیمانده یا زمان تکرار پیش‌ِ رو، مدت زمان بین هر زمان مشخص {\displaystyle t} و آغاز دوره بعدی فرایند تجدید مورد نظر است. به بیان دیگر، زمان باقی‌مانده پاسخ به این پرسش است که «چه مقدار دیگر باید صبر کنیم؟». 

## تعریف دقیق

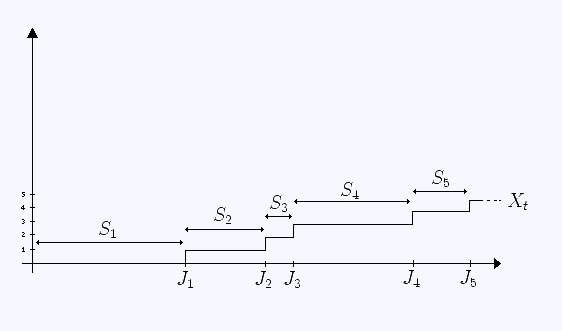
تحول نمونه‌ای از یک فرایند تجدید با زمان انتظار S_{i} و زمان پرش J_{n}.

یک فرایند تجدید {\displaystyle \{N(t),t\geq 0\}} با زمان انتظار {\displaystyle S_{i}} و زمان پرش (یا دوره‌های تجدید) {\displaystyle J_{i}} و {\displaystyle i\in \mathbb {N} } را در نظر بگیرید. زمان انتظار {\displaystyle S_{i}} متغیرهای تصادفی نامنفی، مستقل با توزیع یکسان هستند و فرایند تجدید به صورت  {\displaystyle N(t)=\sup\{n:J_{n}\leq t\}} تعریف می‌شود . آنگاه، هر زمان مشخص {\displaystyle t}، به طور یکتا با یک {\displaystyle N(t)} مطابقت دارد،،به طوری که: 
{\displaystyle J_{N(t)}\leq t<J_{N(t)+1}.\,}
زمان باقیمانده (یا زمان اضافی) {\displaystyle Y(t)} با داشتن زمان دوره بعدی قابل محاسبه است: 
{\displaystyle Y(t)=J_{N(t)+1}-t.\,}